# Grasso al rame

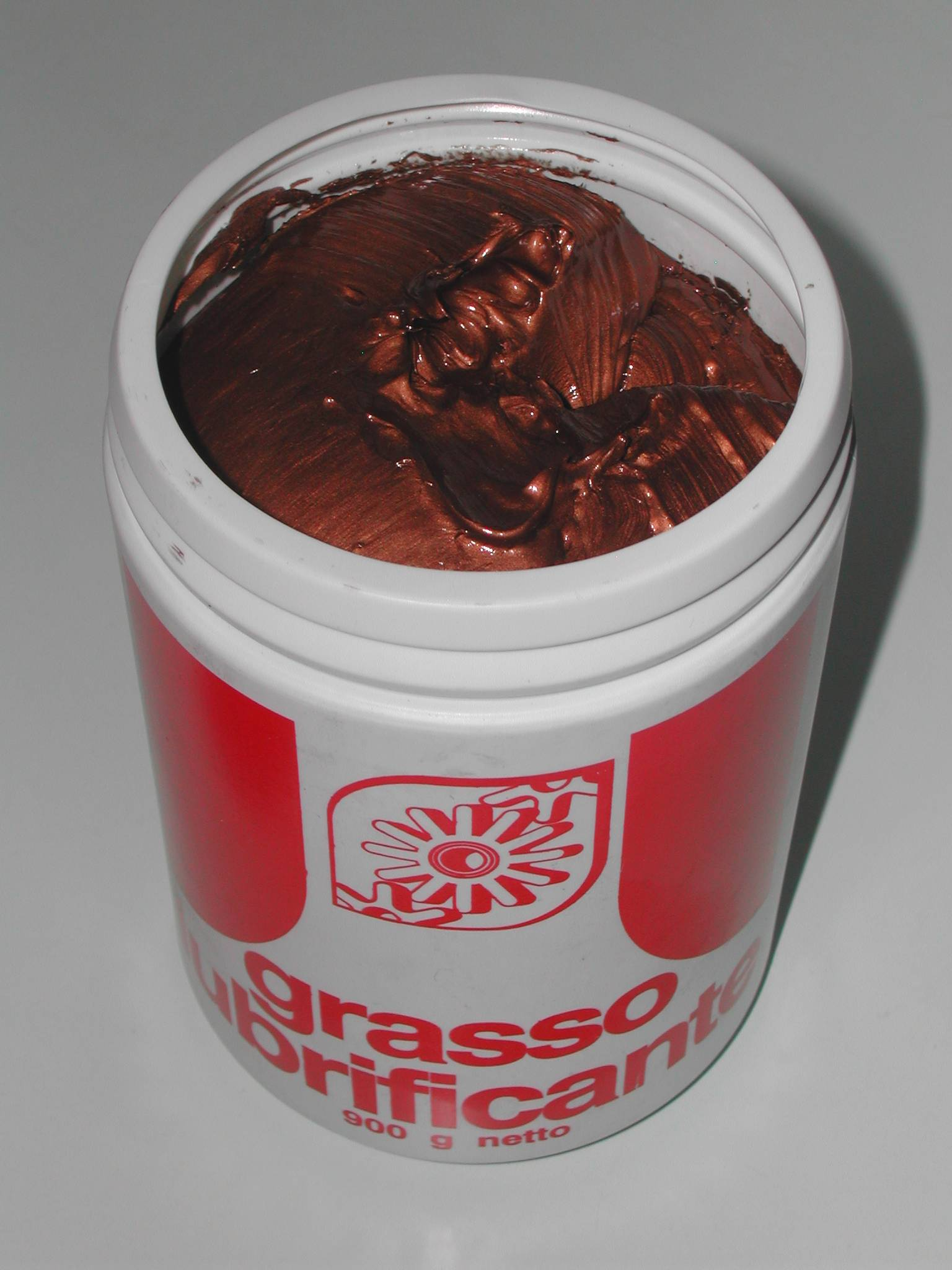
Barattolo di grasso ramato

Il grasso al rame, anche detto grasso ramato, è un grasso lubrificante antigrippante costituito da una miscela di lubrificanti solidi e polvere di rame, finemente dispersi in grasso consistente. Si usa per proteggere i filetti di viti dadi e bulloni. È molto indicato per l'impiego su filettature esposte ad alte temperature o umidità, previene i grippaggi e la corrosione e agevola il serraggio. Non è solubile in acqua e può resistere a temperature di oltre 1000 °C se la concentrazione di rame nel grasso è molto elevata.
È spesso utilizzato per evitare fischi applicato sul retro delle pastiglie dei freni a disco di auto e moto.
Alcuni tipi di tale grasso non sono solubili nel gasolio.